# 청년국제당
청년국제당은 미국의 신좌익 아나키즘 정당이다. 당원은 이피(Yippie)라고 한다.

## 역사
1967년 베트남 전쟁 반전 운동의 물결 속에서 기성세대의 권위적이고 폐쇄적인 사회관에 맞서 창당된 신좌파 성향의 정당으로 히피와 반항적인 학생 계층이 대거 참여하였으며, 한때 시의석을 확보하고 대선에 진출할 정도까지 당세를 확장했다.
창당을 주도한 것은 애비 호프만, 제리 루빈, 리 바이너(이들 3인은 후에 데이비드 델린저, 톰 헤이던, 레니 데이비스, 존 프로인스와 함께 시카고 7인으로 알려지게 되는데, 이들은 1968년 대선 운동을 주도하며 당의 상징적 지도부로 자리잡게 되었다.)를 비롯한 신좌파 세력이었고, 이들은 60년대 미국 사회 반문화를 주도했던 다양한 히피 세력이 당에 참여하도록 장려하였다.
1968년 대선에서는 베트남 전쟁에의 반대와 전쟁의 종결을 촉구하는 메시지를 전하기 위해 풍자적인 의미를 담아 피가수스(Pigasus)라는 이름의 수퇘지를 후보로 출마시켜 큰 화제가 되었다.
그러나 미국이 베트남 전쟁에서 발을 빼며 반전 운동은 수그러들었고 이와 더불어 60년대가 끝나며 히피 문화가 붕괴하자 당세는 급격하게 위축되었다. 70년대 이후로도 당에 남아 있던 당원들은 아나키즘 운동을 계속하였다.
이후 한동안 사실상 유령정당이 되기도 하였으나, 2011년의 월 가를 점령하라 운동에 참여하며 다시금 미국 사회의 주목을 받고 있다.

## 청년국제당원
- 애비 호프만
- 제리 루빈
- 아니타 호프만
- 데이비드 델린저
- 스튜 알버트
- 피터 와그너

## 같이 보기
- 베트남 전쟁
- 히피
- 이 책을 훔쳐라
- 이 영화를 훔쳐라!